# テラスエナジー
テラスエナジー株式会社はかつて存在した豊田通商の子会社であり、FITを利用した太陽光発電や風力発電など再生可能エネルギー発電事業を行うIPPである。かつての社名はSBエナジー株式会社でソフトバンクグループの完全子会社であり、2016年に予定されている電力小売り全面自由化に向けてグループ会社のSBパワーを通じて電力小売事業（PPS）や一般家庭・企業から低圧電力買取サービスを推進していた。
孫正義は、2011年8月5日の毎日新聞社のインタビューに対し「（自然エネルギー事業は）本業でないし、本業にするつもりもない。自然エネルギー専門の新会社を作り、主要株主として方向性と枠組みは示すが、利益の配当は40年間は受け取らない。利益はすべて自然エネルギー関連に再投資する」とコメントしている。
2023年、親会社のソフトバンクグループが保有する株式のうち85%を豊田通商に売却し、同社の子会社となった。同年4月28日には、社名を現社名に改称した。
2025年4月1日には、ユーラスエナジーホールディングスを存続会社として、経営統合している。

## 沿革
- 2011年（平成23年）
  - 7月13日 - ソフトバンク（現・ソフトバンクグループ）と35道府県の知事により自然エネルギー協議会設立。
  - 7月26日 - グリーンパワーインベストメントに10億円を出資し44%の筆頭株主となる[6]。
  - 7月27日 - ソフトバンクと新潟市・千葉市を除く17政令指定都市により「指定都市 自然エネルギー協議会」設立。
  - 8月12日 - 自然エネルギー財団設立。
  - 9月12日 - 孫正義がアジアスーパーグリッド構想を提唱[7]。
  - 10月6日 - SBエナジー株式会社設立。
- 2012年（平成24年）
  - 3月12日 -  ソフトバンクとモンゴル・ニューコムとゴビ砂漠風力発電開発で合意[8]。
  - 7月1日 -  固定価格買取制度開始。
  - 7月1日 -  榛東ソーラーパークと京都ソーラーパーク第1基稼働開始。
  - 8月31日 -  汐留パワーステーション6号株式会社（現・SBパワー）設立。
  - 9月1日 -  京都ソーラーパーク第2基稼働開始。
  - 12月12日 -  個人の屋根を借り太陽光発電する「おうち発電プロジェクト」を開始[9]。
- 2013年（平成25年）
  - 1月26日 - 徳島小松島ソーラーパーク稼働開始。
  - 2月18日 - 徳島臨空ソーラーパーク稼働開始
  - 2月24日 - ソフトバンク・三井物産・ロシア国営インター統一電力（IRAO）にて日ロ間の送電網構築に向けた事業化調査の実施合意[10]。
  - 7月16日 - 長崎香焼ソーラーパーク稼働開始。
  - 8月23日 - 矢板ソーラーパーク第1基稼働開始。
  - 9月2日 - ヤフーと共同でデマンドレスポンスの実証実験開始[11]。
  - 10月21日 - 日本送電株式会社（三井物産、丸紅及び当社の合弁企業）が経済産業省の風力発電のための送電網整備実証事業の補助事業者に採択される[12]。
  - 11月25日 - 福岡のMタワーにエナジーサーバー（英語版）国内初導入[13]
  - 12月26日 - 矢板ソーラーパーク第2基稼働開始。
- 2014年（平成26年）
  - 2月1日 - 鳥取米子ソーラーパーク稼働開始。
  - 2月17日 - 高砂ソーラーパーク第1基稼働開始。
  - 4月 - 共同複数太陽光発電設備設置事業を開始、FIT改正で認定失効の恐れが生じる案件に対して支援を表明[14][15]。
  - 5月1日 - 嬉野吉田ソーラーパーク稼働開始。
  - 6月13日 - 静岡葵ソーラーパーク稼働開始。
  - 7月17日 - 泉大津ソーラーパーク稼働開始。
  - 12月1日 - SBパワーによる低圧電力買取サービスを開始。
  - 12月1日 - 富山婦中ソーラーパーク稼働開始。
  - 12月26日 - 紋別ソーラーパーク稼働開始。
- 2015年（平成27年）
  - 2月1日 - 熊本荒尾ソーラーパーク稼働開始。
  - 2月14日 - グリーンパワーインベストメントを米パターンエナジーに売却[16]。
  - 3月10日 - 大牟田三池港ソーラーパーク稼働開始。
  - 3月16日 - 高砂ソーラーパーク第2基稼働開始。
  - 3月17日 - 鳥取県と共同提案した北栄町の事業計画が環境庁の「風力発電等に係る地域主導型の戦略的適地抽出手法の構築事業」に係るモデル地域に選定される[17]。
  - 4月15日 - 当社子会社であるSBパワーをソフトバンク本体子会社に組織改編[18]。
  - 5月28日 - 茨城県鹿島港沖大規模洋上風力発電所を運営するウィンド・パワー・エナジーにオリックスが資本参加。出資比率はウィンド・パワー・グループ33.4%、SBエナジーとオリックスが各33.3%[19]。
  - 6月22日 - バーティエンタープライゼズ及びフォックスコンと合弁子会社SBGクリーンテックを設立し、インドの太陽光発電に参入。200億ドル投じて20ギガワットの発電能力を予定[20]。
  - 8月15日 - 地熱発電事業に参入。新潟県糸魚川市で実地調査開始[21]。
  - 9月18日 - 宮崎えびのソーラーパーク稼働開始。
  - 10月1日 - 和歌山木ノ本ソーラーパーク稼働開始。
  - 10月6日 - 日本送電が送電線整備事業を凍結[22]。
  - 10月29日 - シャープと合弁で太陽光発電設備の施工管理・保守点検事業へ参入[23]。
  - 10月30日 - 日光ソーラーパーク稼働開始。
  - 12月1日 - 苫東安平ソーラーパーク稼働開始。
  - 12月15日 - SB Energy（旧・SBGクリーンテック）がインドのアーンドラ・プラデーシュ州で350MW太陽光発電事業をRs4.63/kWhで落札[24]。
  - 12月16日 - 宇部ソーラーパーク稼働開始。
- 2016年（平成28年）
  - 3月1日 - 今治ソーラーパーク稼働開始。
  - 3月30日 - 中国国家電網、韓国電力公社、ロシアロシアグリッド（旧・ロスセーチ）と電力系統網の国際連系を推進するための調査、企画立案を目的とした覚書を締結[25]。
  - 6月10日 - ウインドファーム浜田稼働開始。
  - 6月23日 - メガソーラー事業のアセットマネジメントをサービス化[26]。
  - 7月25日 - 「壱岐島における再エネ出力制御回避 アグリゲーション実証事業」が経済産業省の2016年度「バーチャルパワープラント構築実証事業」のうち「バーチャルパワープラント構築事業（A事業）」に係る間接補助事業者に採択[27][28]。
  - 12月1日 -  那須塩原ソーラーパーク稼働開始。
- 2017年（平成29年）
  - 1月10日 - 潮来ソーラーパーク稼働開始。
  - 1月13日 - ウインド・パワー・エナジー株式をウインド・パワー・グループへ譲渡[29]。
  - 2月1日 - 浜松中開ソーラーパーク稼働開始。
  - 3月1日 - 広島世羅ソーラーパーク稼働開始。
  - 3月17日 - MULエナジーインベストメントと共同で丸紅傘下のとまこまい勇払メガソーラーの株式を取得。
  - 4月11日 - インドGhani Sakunalaソーラーパーク稼働開始[30]。
  - 5月10日 - SB Energyがインドのラージャスターン州で300MWの太陽光発電事業をRs2.63/kWhで落札[31]。
  - 5月12日 - SB Energyがインドのラージャスターン州で100MWの太陽光発電事業をRs2.45/kWhで落札。
  - 6月1日 - 鹿児島湧水ソーラーパーク稼働開始。
  - 7月14日 - 2017年度「需要家側エネルギーリソースを活用したバーチャルパワープラント構築実証事業」の間接補助事業者に採択[32]。
  - 8月8日 - ソフトバンクがアルタエロスエナジーズへ750万ドル追加出資[33]。
  - 10月1日 - 孫正義が社長を退任[34]。
  - 10月2日 - 長野佐久ソーラーパーク稼働開始。
  - 10月2日 - Tsetsii Wind Farm稼働開始。
  - 10月20日 - 北海道茅部郡鹿部町の地熱発電事業が、JOGMECの平成29年度「地熱資源量の把握のための調査事業費助成金交付事業」に採択[35]。
  - 12月22日 - SB Energyがインドのラージャスターン州で200MWの太陽光発電事業をRs2.48/kWhで落札[36]。
- 2018年（平成30年）
  - 3月27日 - サウジアラビア政府と、2030年までに2千億ドルを投じ20ギガワットの太陽光発電所を設立する覚書を交わす[37]。
  - 3月29日 - 9億3,000万ドルを投資し、中国GCL System Integration Technologyと合弁で発電能力4GWの太陽光発電事業を計画。ソフトバンクは60％を出資[38]。
  - 5月8日 - 鹿児島入来ソーラーパーク稼働開始
  - 5月10日 - SB Energyがインドのアナンタプラム県で250MWの太陽光発電事業をRs2.73/kWhで落札[39]。
  - 5月18日 - SB Energyがインドのカルナータカ州で200MWの太陽光発電事業をRs2.82/kWhで落札[40]。
  - 5月28日 - インドのインフラ開発・金融大手インフラストラクチャー・リーシング＆フィナンシャル・サービシズ（IL＆FS）と提携[41]。
  - 8月1日 - 浜松協和ソーラーパーク稼働開始
- 2019年（平成31年）
  - 3月5日 - 色素増感型太陽電池セルメーカーのエクセジャー（Exeger Operations AB）と戦略的パートナーシップを締結、また同社に1,000万ドルを出資[42]。
  - 3月19日 - 三重志摩阿児ソーラーパーク稼働開始。
  - 4月8日 - 天気予報システムを提供するクライマセル（ClimaCell）に700万ドルを出資[43]。
  - 5月20日 - 苫小牧明野北ソーラーパーク稼働開始。
  - 6月1日 - 小海高原太陽光発電所稼働開始。
  - 9月1日 - 秋田琴丘ウインドファーム稼働開始。
  - 12月2日 - 苫小牧沼ノ端ソーラーパーク稼働開始。
  - 12月6日 - インド・グジャラート州の再生可能エネルギー分野に40億ドル投資する計画を発表[44]。
- 2020年（令和2年）
  - 1月6日 -  宮崎国富ソーラーパーク稼働開始。
- 2021年（令和3年）
  - 1月1日 - 本社を東京都港区東新橋から現在地に移転[45]。
- 2023年（令和5年）
  - 豊田通商が株式の85%を取得し、子会社化。比率は豊田通商：85％、ソフトバンクグループ：15％。
  - 4月28日 - 「SBエナジー」から「テラスエナジー」に社名変更[5]。
  - 8月9日 - 愛知蒲郡バイオマス発電所稼働開始[46]。
- 2024年（令和6年）4月 - 豊田通商の完全子会社となる[47]。
- 2025年（令和7年）4月1日 - ユーラスエナジーホールディングスを存続会社とし、経営統合[48]。

## 太陽光発電所
2019年11月時点で、国内では丸紅より取得した発電所を含む40基（433.3MW）が稼働しており、内訳は直営事業が29基（65.6MW）合弁事業が11基（367.7MW）である。今後6基（233.1MW）の建設が計画されている。
太陽光発電パネルメーカーにはシャープ、京セラ、東芝と国産メーカーの利用実績が多かったが、2015年度からは太陽光発電の買い取り価格引き下げに伴い「国内メーカーを優先してきたが、今後は国内外を問わず条件が良いものを選ぶ」と方針を転換している。PCSは東芝三菱電機産業システムとドイツのSMAソーラーテクノロジーの採用実績が多い。徳島県の2つの発電所のモジュール（パネル）5.6MWの提供者にハンファが選ばれたと韓国紙に報道されたが、実際にはシャープ製が採用されている。
海外ではインドで20GWの太陽光発電を行う計画が進行している。モディ首相との会談後、孫正義は「「私がこの計画に関して研究を開始したことから従来の政府目標である20ギガワットから100ギガワットへと太陽光発電によるエネルギー開発目標を引き上げた。『それは素晴らしいビジョンだ』ということで、それを実現するために助力し貢献したいと考えた」とコメントし、ソフトバンクの意欲的な提案がインド政府のエネルギー方針転換を促したことを明かしている。2015年12月時点において、2009年に施行されたジャワハルラール・ネルー・ナショナル・ソーラー・ミッションの事業の1つ、アーンドラ・プラデーシュ州の太陽光発電事業を落札し、州の土地・道路を活用して350MW規模の太陽光発電所を建設。2017年4月11日より稼働している。その他インドでは5件1,050MWの太陽光発電事業を落札している。
| 名称                                         | 所在地                                                    | モジュール                         | PCS          | EPC                 | 出力MW            | 稼動 開始日     | 運営 | 敷地 面積 | 地主                                             | 備考                                 |
| -------------------------------------------- | --------------------------------------------------------- | ---------------------------------- | ------------ | ------------------- | ----------------- | --------------- | --- | --------- | ------------------------------------------------ | ------------------------------------ |
| 榛東ソーラーパーク                           | 群馬県北群馬郡榛東村八州高原内                            | シャープ 10,122枚                  | 日新電機     | シャープ            | 2.4MW             | 2012年 7月1日   | SBエナジー直営                                                                                                   | 3.6ha     | 榛東村                                           | 施工 佐藤建設工業                    |
| 京都ソーラーパーク第1基                      | 京都府京都市伏見区淀水垂町 および淀樋爪町                 | 京セラ 8,680枚                     | 日新電機     | KSC                 | 2.1MW             | 2012年 7月1日   | SBエナジー直営                                                                                                   | 4.1ha     | 京都市                                           | 施工 KCCS                            |
| 京都ソーラーパーク第2基                      | 京都府京都市伏見区淀水垂町 および淀樋爪町                 | 京セラ 8,680枚                     | 日新電機     | KSC                 | 2.1MW             | 2012年 9月1日   | SBエナジー直営                                                                                                   | 4.8ha     | 京都市                                           | 施工 KCCS                            |
| 徳島小松島ソーラーパーク                     | 徳島県小松島市和田津開町北399                             | シャープ 11,880枚                  | -            | シャープ 四電工     | 2.8MW             | 2013年 1月26日  | SBエナジー直営                                                                                                   | 3.5ha     | 徳島県                                           | [ 55 ]                               |
| 徳島臨空ソーラーパーク                       | 徳島県板野郡松茂町豊久字朝日野6-2                         | シャープ 11,700枚                  | -            | シャープ 四電工     | 2.8MW             | 2013年 2月18日  | SBエナジー直営                                                                                                   | 3.32ha    | 徳島県                                           | [ 56 ]                               |
| 長崎香焼ソーラーパーク                       | 長崎県長崎市香焼町字竹崎1500番6                           | 三菱電機 10,500枚                  | TMEIC        | 三菱 電機           | 2.6MW             | 2013年 7月16日  | SBエナジー直営                                                                                                   | 3.46ha    | テツゲン                                         | [ 57 ] [ 58 ]                        |
| 矢板ソーラーパーク第1基                      | 栃木県矢板市こぶし台1番3                                  | シャープ 12,510枚                  | ダイヘン     | シャープ            | 3.0MW             | 2013年 8月23日  | SBエナジー直営                                                                                                   | 3.6ha     | 栃木県                                           | [ 59 ]                               |
| 矢板ソーラーパーク第2基                      | 栃木県矢板市こぶし台1番4                                  | シャープ 6,600枚                   | ダイヘン     | シャープ            | 1.6MW             | 2013年 12月26日 | SBエナジー直営                                                                                                   | 2.2ha     | 栃木県                                           | [ 59 ]                               |
| 鳥取米子ソーラーパーク                       | 鳥取県米子市葭津および米子市大崎                          | シャープ 178,776枚                 | -            | シャープ            | 42.9MW            | 2014年 2月1日   | 合弁 鳥取米子ソーラーパーク(株) SBエナジー50% 三井物産50%                                                        | 53.2ha    | 鳥取県、米子市 県住宅供給公社                    | [ 60 ]                               |
| 高砂ソーラーパーク第1基                      | 兵庫県高砂市曽根町字新開2928番7〜10                       | 東芝 11,564枚                      | -            | 九電工              | 2.9MW             | 2014年 2月17日  | SBエナジー直営                                                                                                   | 5.6ha     | 高砂市                                           | [ 61 ] [ 62 ]                        |
| 高砂ソーラーパーク第2基                      | 兵庫県高砂市曽根町字新開2928番7〜10                       | 東芝 2,044枚                       | -            | 九電工              | 0.5MW             | 2015年 3月16日  | SBエナジー直営                                                                                                   | 5.6ha     | 高砂市                                           | [ 61 ] [ 62 ]                        |
| 嬉野吉田ソーラーパーク                       | 佐賀県嬉野市嬉野町大字吉田丁3676-2                        | 京セラ 8,316枚                     | SMA          | -                   | 2.0MW             | 2014年 5月1日   | SBエナジー直営                                                                                                   | 3.2ha     | 嬉野市                                           | [ 63 ]                               |
| 静岡葵ソーラーパーク                         | 静岡県静岡市葵区中ノ郷249                                 | 京セラ 8,190枚                     | SMA          | KCCS                | 1.9MW             | 2014年 6月13日  | SBエナジー直営                                                                                                   | 5.8ha     | 悠々倶楽部 個人私有地                            | 架台 シュレッター（独語版）          |
| 泉大津ソーラーパーク                         | 大阪府泉大津市夕凪町                                      | 京セラ 80,220枚                    | SMA          | KCCS                | 19.6MW            | 2014年 7月17日  | 合弁 泉大津ソーラーパーク(株) SBエナジー49% 三井物産49% 京セラ2%                                                 | 25.0ha    | 大阪府                                           | 架台 KSC                             |
| 白老ソーラーパーク                           | 北海道白老町石山323番1                                    | 京セラ 10,752枚                    | SMA          | KCCS                | 2.6MW             | 2014年 10月16日 | SBエナジー直営                                                                                                   | 5.08ha    | 白老町                                           | 架台 シュレッター                    |
| 富山婦中ソーラーパーク                       | 富山県富山市婦中町下井沢外3筆                             | 東芝 11,424枚                      | 日立         | ミライト            | 2.8MW             | 2014年 12月1日  | SBエナジー直営                                                                                                   | 4.9ha     | 谷作運輸 建設工機                                | 架台 三進金属工業                    |
| 紋別ソーラーパーク                           | 北海道紋別市落石町7丁目32-19                              | 京セラ 9,786枚                     | SMA          | KCCS                | 2.4MW             | 2014年 12月26日 | SBエナジー直営                                                                                                   | 4.8ha     | 紋別市                                           | 架台 シュレッター                    |
| 熊本荒尾ソーラーパーク                       | 熊本県荒尾市大島1722-1                                    | 東芝 89,586枚                      | TMEIC        | 東芝                | 22.4MW            | 2015年 2月1日   | 合弁 熊本荒尾ソーラーパーク(株) SBエナジー50% 三井物産50%                                                        | 27.8ha    | 日本コークス工業                                 | 架台 ヒルティ                        |
| 大牟田三池港ソーラーパーク                   | 福岡県大牟田市四山町                                      | 東芝 78,512枚                      | TMEIC        | 九電工              | 19.6MW            | 2015年 3月10日  | 合弁 大牟田三池港ソーラーパーク(株) SBエナジー50% 三井物産50%                                                    | 22ha      | 日本コークス工業                                 | 架台 ヒルティ                        |
| 宮崎えびのソーラーパーク                     | 宮崎県えびの市大字大河平字琵琶池4470                      | 京セラ 5,404枚                     | SMA          | KCCS                | 1.4MW             | 2015年 9月18日  | SBエナジー直営                                                                                                   | 1.7ha     | 霧島エンタープライズ                             | 架台 シュレッター                    |
| 和歌山木ノ本ソーラーパーク                   | 和歌山県和歌山市木ノ本                                    | 東芝 5,208枚                       | TMEIC        | 九電工              | 1.3MW             | 2015年 10月1日  | SBエナジー直営                                                                                                   | 2.5ha     | 和歌山ゴルフ場                                   | 架台 センスアンドケイズ              |
| 日光ソーラーパーク                           | 栃木県日光市猪倉字箱ノ森                                  | シャープ 9,672枚                   | シュナイダー | 東武建設            | 2.4MW             | 2015年 10月30日 | SBエナジー直営                                                                                                   | 3.4ha     | 個人私有地                                       | [ 73 ]                               |
| 苫東安平ソーラーパーク                       | 北海道勇払郡安平町遠浅                                    | 東芝 444,024枚                     | TMEIC        | 東芝                | 111.0MW           | 2015年 12月1日  | 合弁 苫東安平ソーラーパーク(株) SBエナジー50% 三井物産50%                                                        | 166ha     | 苫東                                             | 42円/kWh 架台&施工 TPSC              |
| 苫東安平ソーラーパーク2                      | 北海道勇払郡安平町源武                                    | -                                  | -            | -                   | 64.6MW            | 2020年度中 予定 | 合弁 苫東安平ソーラーパーク2合同会社 SBエナジー50% 三菱HCキャピタル50%                                           | 90ha      | 苫東                                             | 36円/kWh 17.5MWh蓄電池併設           |
| 宇部ソーラーパーク                           | 山口県宇部市大字川上字岩瀬戸地先                          | トワダソーラー 9,984枚             | ABB          | 東邦電気工業        | 2.4MW             | 2015年 12月16日 | SBエナジー直営                                                                                                   | 3.4ha     | 個人私有地                                       | 36円/kWh 架台 日軽金アクト           |
| 今治ソーラーパーク                           | 愛媛県今治市桜井                                          | 京セラ 10,388枚                    | SMA          | KCCS                | 2.7MW             | 2016年 3月1日   | SBエナジー直営                                                                                                   | 3.4ha     | 丸武不動産                                       | 架台 シュレッター                    |
| 那須塩原ソーラーパーク                       | 栃木県那須塩原市千本松地内                                | シャープ 52,580枚                  | 富士電機     | シャープ サンテック | 13.9MW            | 2016年 12月1日  | 合弁 那須塩原ソーラーパーク合同会社 SBエナジー 他                                                                | 27ha      | ホウライ                                         | 40円/kWh 架台 シャープ               |
| 青森諏訪沢ソーラーパーク                     | 青森県青森市大字諏訪沢字松代43-1                          | インリー・グリーンエナジー 6,600枚 | SMA          | KCCS                | 1.7MW             | 2016年 12月21日 | SBエナジー直営                                                                                                   | 3.8ha     | 丸朋堀川建設                                     | 32円/kWh 架台 シュレッター           |
| 潮来ソーラーパーク                           | 茨城県潮来市新宮1640-1                                    | トワダソーラー 6,600枚             | デルタ電子   | SBエナジー          | 1.7MW             | 2017年 1月10日  | SBエナジー直営                                                                                                   | 2.3ha     | 農地転用                                         | 36円/kWh 架台 日栄インテック         |
| 浜松中開ソーラーパーク                       | 静岡県浜松市中央区協和町字中開 庄内町字中開、庄和町字中開 | 東芝 167,072枚                     | TMEIC        | 東芝                | 43.4MW            | 2017年 2月1日   | 合弁 浜松中開ソーラーパーク(株) SBエナジー50% 三井物産50%                                                        | 53.1ha    | 浜松市 個人私有地                                | 40円/kWh 架台 大林組                 |
| 広島世羅ソーラーパーク                       | 広島県世羅郡世羅町小国字大風呂1770                        | 東芝 23,044枚                      | TMEIC        | 九電工              | 5.8MW             | 2017年 3月1日   | SBエナジー直営                                                                                                   | 10.1ha    | 個人私有地                                       | 40円/kWh 架台 ヒルティ               |
| とまこまい勇払メガソーラー                   | 北海道苫小牧市沼ノ端265-1                                 | 晶澳太陽能控股公司 114,440枚       | 富士電機     | 富士電機            | 29.8MW            | 2015年 10月1日  | 合弁 とまこまい勇払ソーラーパーク合同会社 SBエナジー50% MULエナジーインベストメント（三菱HCキャピタル子会社）50% | 48ha      | 私有地                                           | 40円/kWh 2017年3月17日に譲渡引き受け |
| 鹿児島湧水ソーラーパーク                     | 鹿児島県姶良郡湧水町木場字上床6269番                      | カナディアンソーラー 124,404枚     | TMEIC        | 九電工              | 32.3MW            | 2017年 6月1日   | 合弁 鹿児島湧水ソーラーパーク合同会社 SBエナジー50% 三菱HCキャピタル50%                                          | 36.2ha    | 湧水町                                           | 40円/kWh 架台 ヒルティ               |
| 長野佐久ソーラーパーク                       | 長野県佐久市香坂22-15                                     | トリナ・ソーラー 4,752枚           | 華為技術     | SBエナジー          | 1.2MW             | 2017年 10月12日 | SBエナジー直営                                                                                                   | 1.9ha     | 私有地                                           | 32円/kWh 架台 日栄インテック         |
| 鹿児島入来ソーラーパーク                     | 鹿児島県薩摩川内市入来町副田5885                          | ソーラーフロンティア 6,720枚       | 華為技術     | SBエナジー          | 1.2MW             | 2018年 5月8日   | SBエナジー直営                                                                                                   | 1.9ha     | 私有地                                           | 36円/kWh 架台 厦門グレースソーラー   |
| 浜松協和ソーラーパーク                       | 浜松市中央区協和町字東前661-2                             | LGエレクトロニクス 3,200枚         | デルタ電子   | SBエナジー          | 1.0MW             | 2018年 8月1日   | SBエナジー直営                                                                                                   | 1.2ha     | 私有地                                           | 21円/kWh 架台 RBIソーラー            |
| 三重志摩阿児ソーラーパーク                   | 三重県志摩市阿児町立神字新阿鎌3459                        | ジンコソーラー 6,644枚             | TMEIC        | SBエナジー          | 2.1MW             | 2019年 3月19日  | SBエナジー直営                                                                                                   | 2.8ha     | 不耕作農地                                       | 32円/kWh 架台 奥地建産               |
| 苫小牧明野北ソーラーパーク                   | 北海道苫小牧市字高丘98-26、植苗626-23他                   | ジンコソーラー 9,856枚             | 華為技術     | SBエナジー          | 3.1MW             | 2019年 5月20日  | SBエナジー直営                                                                                                   | 6.0ha     | 苫小牧港開発                                     | 21円/kWh                             |
| 小海高原太陽光発電所                         | 長野県南佐久郡小海町                                      | 英利緑色能源 31,680枚              | SMA          | KCCS                | 10.4MW            | 2019年 6月1日   | 合弁 小海高原ソーラー・エナジー合同会社 インベナジー・ジャパン60% SBエナジー40%                                  | 18ha      | インベナジー・アセット・ホールディングス合同会社 | 36円/kWh                             |
| 苫小牧沼ノ端ソーラーパーク                   | 北海道苫小牧市字沼ノ端2-43                                | GCL 9,856枚                        | 未定         | SBエナジー          | 3.1MW             | 2019年 12月2日  | SBエナジー直営                                                                                                   | 6.3ha     | 苫小牧港開発                                     | 18円/kWh                             |
| 宮崎国富ソーラーパーク                       | 宮崎県東諸県郡国富町大字嵐田字浦田261                     | トリナ・ソーラー 81,552枚          | ファーウェイ | 九電工              | 22.4MW            | 2020年 1月6日   | 合弁 宮崎国富ソーラーパーク合同会社 SBエナジー50% JA三井リース50%                                                | 46.6ha    | 私有地                                           | 36円/kWh 架台 奥地建産               |
| クイーンズ太陽光発電所                       | 福島県福島市松川町                                        | 英利緑色能源                       | -            | -                   | 10.5MW            | 2018年度中 予定 | 合弁 クイーンズ・ソーラー・エナジー合同会社 インベナジー・ジャパン60% SBエナジー40%                              | 24ha      | インベナジー・アセット・ホールディングス合同会社 | [ 94 ]                               |
| 栃木茂木ソーラーパーク                       | 栃木県芳賀郡茂木町大字小山1061-1                          | GCL                                | 未定         | SBエナジー          | 2.0MW             | 2019年 11月予定 | SBエナジー直営                                                                                                   | 4.2ha     | 私有地                                           | 32円/kWh                             |
| 八雲ソーラーパーク                           | 北海道二海郡八雲町山崎および花浦                          | 東芝                               | TMEIC        | TMEIC               | 102.3MW           | 2020年度中 予定 | 合弁 北海道八雲ソーラーパーク合同会社 SBエナジー50% 三菱HCキャピタル50%                                          | 132ha     | 太平洋汽船、太平洋農場                           | 36円/kWh                             |
| 群馬吾妻長野原ソーラーパーク                 | 群馬県吾妻郡長野原町大字大津字赤羽根 1388-58              | 未定                               | 未定         | SBエナジー          | 2.1MW             | 2020年 10月予定 | SBエナジー直営                                                                                                   | 4.1ha     | 私有地                                           | 32円/kWh                             |
| 宮城大郷ソーラーパーク                       | 宮城県黒川郡大郷町大松沢字薬研沢堤下                      | サンパワー                         | TMEIC        | -                   | 51.6MW            | 2021年度中 予定 | 合弁 宮城大郷ソーラーパーク合同会社 トタル・ソーラー90% SBエナジー10%                                            | 69.4ha    | 公有地、私有地                                   | 32円/kWh                             |
|                                              |                                                           |                                    |              |                     |                   |                 | |           |                                                  |                                      |
| アンドラプラデーシュ州太陽光発電プロジェクト | アーンドラ・プラデーシュ州カルヌール                      | トリナ・ソーラー                   | TMEIC        | -                   | 350MW             | 2017年 3月29日  | 合弁 SB Energy Holdings Limited ソフトバンク バーティエンタープライゼズ フォックスコン                           | -         | Ghani Sakunala Solar Park                        | [ 99 ] [ 100 ]                       |
| ラージャスターン州太陽光発電プロジェクト     | ラージャスターン州ジョードプル県                          | -                                  | -            | -                   | 300MW+100MW+200MW | 不明            | 合弁 SB Energy Holdings Limited                                                                                  | -         | Bhadla Solar Park                                |                                      |
| アナンタプラム県太陽光発電プロジェクト       | アーンドラ・プラデーシュ州アナンタプラム県                | -                                  | -            | -                   | 250MW             | 不明            | 合弁 SB Energy Holdings Limited                                                                                  | -         | Ananthapuram Solar Park                          |                                      |
| カルナータカ州太陽光発電プロジェクト         | カルナータカ州トゥンクル県                                | -                                  | -            | -                   | 200MW             | 不明            | 合弁 SB Energy Holdings Limited                                                                                  | -         | Pavagada Solar Park                              |                                      |

## 風力発電所
2019年11月時点で、国内ではウインドファーム浜田の48MWと秋田琴丘ウインドファーム7.5MWが稼働しており、今後3基（146.2MW）の建設が計画されている。茨城県で計画されていた90MWの建設事業からは資本撤退（同時期に南側区画の丸紅も取りやめている。再公募された南側区画はウィンド・パワー・グループと日立ウィンドパワーからなる共同事業体・鹿島洋上風力コンソーシアムが事業者に選定されている）。
2011年、北海道の日本海側に500万キロワット級の風力発電施設群を設置する構想を表明し、60万キロワット級の建設が行われていたが、北海道と本州をつなぐ海底送電線「北本連系」の増強が小さく、採算性が見通せないとして凍結された。また、秋田県由利本荘市における風力発電事業は地元住民の反対運動により事業化を見送っている。
海外では合弁子会社Clean Energy Asia LLC（ニューコム51%、SBエナジー49%）を通じてモンゴルのゴビ砂漠にて30万キロワットの風力発電を行う計画が進行し、2017年10月6日に稼働開始している。
| 名称                                                       | 所在地                                                                                                  | 風力発電タービン                   | EPC          | 出力MW | 稼動 開始日    | 運営                                                                              | 敷地 面積 | 地主         | 備考               |
| ---------------------------------------------------------- | --- | ---------------------------------- | ------------ | ------ | -------------- | --------------------------------------------------------------------------------- | --------- | ------------ | ------------------ |
| ウインドファーム浜田                                       | 島根県浜田市金城町および弥栄町                                                                          | アルストム 29基                    | 三井造船     | 48MW   | 2016年 6月10日 | 合弁 (株)グリーンパワー浜田 グリーンパワーインベストメント SBエナジー 三井物産    | -         | 私有地       | [ 108 ]            |
| 茨城県鹿島港沖 大規模洋上風力発電所                        | 茨城県神栖市鹿島港沖合                                                                                  | 日立 18基予定                      | -            | 90MW   | 2017年 度予定  | ウィンド・パワー・エナジー(株)                                                    | -         | 茨城県       | 事業譲渡           |
| 道北日本海側エリアにおける 風力発電事業（仮）              | 北海道天塩郡天塩町、天塩郡遠別町、苫前郡初山別村、苫前郡羽幌町 苫前郡苫前町、留萌郡小平町、増毛郡増毛町 | - 最大200基                        | -            | 600MW  | 不明           | 北海道エネルギー開発(株)                                                          | 84,700ha  | 不明         | 凍結               |
| 秋田琴丘ウインドファーム                                   | 秋田県山本郡三種町琴丘                                                                                  | GE 3基                             | 東光電気工事 | 7.5MW  | 2019年 9月1日  | 合弁秋田琴丘ウインドファーム合同会社 SBエナジー50% MULエナジーインベストメント50% | 3.7ha     | 私有地       | 22円/kWh           |
| 青森六ヶ所北・六ヶ所南・野辺地における風力発電事業（仮称） | 青森県六ヶ所村および野辺地町、横浜町、東北町                                                            | -                                  | -            | 64MW   | 2022年 12月    | -                                                                                 | 8680ha    | 私有地       | [ 113 ]            |
| 秋田由利本荘における風力発電事業（仮称）                   | 秋田県由利本荘市、にかほ市                                                                              | -                                  | -            | 34MW   | 2022年 12月    | -                                                                                 | 2903ha    | 私有地       | 反対運動により断念 |
| 岩手洋野における風力発電事業（仮称）                       | 岩手県洋野町                                                                                            | -                                  | -            | 30.6MW | 2022年 12月    | -                                                                                 | 5980ha    | 私有地       |                    |
| 福井国見岳における風力発電事業（仮称）                     | 福井県福井市                                                                                            | 12基                               | -            | 51.6MW | 不明           | -                                                                                 | 不明      | 不明         |                    |
|                                                            | |                                    |              |        |                |                                                                                   |           |              |                    |
| Tsetsii wind farm                                          | ウムヌゴビ県Tsogttsetsii                                                                                | ガメサG97 ベスタス V100、V110 25基 | SgurrEnergy  | 50MW   | 2017年 10月6日 | 合弁 クリーンエネルギーアジアLLC ニューコムLLC51% SBエナジー49%                   | 7,290ha   | モンゴル政府 | 海外               |

## 地熱発電所
新潟県糸魚川市で実地調査を開始。1〜2年後をめどにバイナリーサイクルによる300kW程度の小型地熱発電所を建設する予定。北海道茅部郡鹿部町でも地熱発電に向けた調査を行っている。また地熱発電が可能な国内で数カ所の候補地を調査し2020年までに事業化を検討中。

## バイオマス発電所
御坊市塩屋町南塩屋の日高港工業団地でパーム油を用いた112.5MWのバイオマス発電所の構想が検討されていたが、将来的に安定供給が難しいことを理由に木質ペレットとヤシガラに変更され発電規模も50MWに、調査結果により進出が決定した場合は2017年度夏以降に着工、2019年2月から9月頃の供用開始とされていた開始時期も2020年と変更された。2017年2月には徳島市で木質バイオマス発電所の建設を計画していると報道されたが、想定期日の7月末までに交渉がまとまらず11月に計画を断念。事業計画は地元のゲンボクと大利木材が引き継ぐ予定。
| 名称                           | 所在地                      | 出力MW | 稼動 開始日   | 運営                                                                                       | 敷地 面積 | 地主   | 備考                                                                                  |
| ------------------------------ | --------------------------- | ------ | ------------- | ------------------------------------------------------------------------------------------ | --------- | ------ | ------------------------------------------------------------------------------------- |
| バイオマス発電所計画（仮）     | 和歌山県御坊市塩屋町南塩屋  | 50MW   | 2020年度      | -                                                                                          | 4.2ha     | 県有地 | [ 120 ]                                                                               |
| 徳島津田バイオマス発電所（仮） | 徳島県徳島市津田海岸町      | 74MW   | 2020年度 以降 | 徳島津田バイオマス発電所合同会社                                                           | 6.4ha     | 県有地 | 計画断念                                                                              |
| 愛知蒲郡バイオマス発電所       | 愛知県蒲郡市 浜町工業団地内 | 50MW   | 2023年8月9日  | 合弁 愛知蒲郡バイオマス発電合同会社 丸紅クリーンパワー48.5% 中部電力48.5% テラスエナジー3% | -         | -      | ボイラー オーストリア・アンドリッツ製、発電機 シーメンス製、施工 東洋エンジニアリング |

## 大同特殊鋼による産廃の不正販売問題
大同特殊鋼渋川工場は2009年7月〜2012年5月に環境基準の数倍のフッ素を含む鉄鋼スラグを産廃として処分する場合コストがかかる為、建設資材として渋川市の建設業者「佐藤建設工業」に1トン250円以上の逆有償取引で販売していた。2014年1月27日から群馬県が立入検査を行い、調査の結果2015年9月7日建設資材を装った廃棄物処理に当たるとして群馬県から廃棄物処理法違反容疑で刑事告発。群馬県警による両社への家宅捜索により佐藤建設工業が榛東ソーラーパークの整地を担った2012年1〜2月にも同工場から排出されたスラグ砕石を搬入している事が判明。これを受け榛東村は「土壌や砕石、地下水なども調べ、撤去や被覆の対応を決めたい。外周だけ撤去して、パネルのある部分は被覆することも考えられる」とコメントしている。